# Francouzská rovníková Afrika
Francouzská rovníková Afrika (francouzsky Afrique équatoriale française), nebo AEF, byla federace francouzských koloniálních držav v rovníkové Africe táhnoucí se na sever od řeky Kongo po Sahel a od Atlantiku po Dárfúr. Mezi území patří dnešní státy jako Čad, Středoafrická republika, Kamerun, Konžská republika a Gabon.
Území zaujímalo plochu asi 2 500 000 čtverečních kilometrů, což je asi čtyřnásobek rozlohy Francie. Hlavním městem bylo Brazzaville (Konžská republika), sídlo guvernéra..